# Nádasdy Kálmán-díj
A Nádasdy Kálmán-díj kiemelkedő zenés színházi rendezői, színháztudományi, dramaturgi és műfordítói tevékenység elismerésére adományozható állami kitüntetés.
A díjat évente, március 15-én, két személy kaphatja. A kitüntetett adományozást igazoló okiratot és érmet kap. Az érem kerek alakú, bronzból készült, átmérője 80 mm, vastagsága 8 mm. Az érem Kereszthury Gábor ötvösművész alkotása, egyoldalas, Nádasdy Kálmán domború arcképét ábrázolja, és NÁDASDY KÁLMÁN-DÍJ felirattal van ellátva.

## Díjazottak
- 2016 – Szabó Máté, rendező[1]
- 2015 – Szomor György, színművész, rendező[2]
- 2014 – Cseke Péter, színművész, rendező, színházigazgató
- 2013 – Káel Csaba, rendező
- 2012 – Böhm György rendező, dramaturg és Nagy Viktor rendező
- 2011 – Somogyi Szilárd rendező, Budapesti Operettszínház és Várady Szabolcs költő, író, műfordító
- 2010 – Mesterházi Máté, a Magyar Állami Operaház műfordítója, zenetörténész, a Liszt Ferenc Zeneművészeti Egyetem operatörténet tanára és Miklós Tibor, szövegíró, műfordító, dramaturg[3]
- 2009 – Ács János rendező és Balázs Zoltán rendező
- 2008 – Ruitner Sándor dramaturg, rendező és Szirtes Tamás, a Madách Színház rendező-igazgatója
- 2007 – Boschán Daisy, a Magyar Állami Operaház vezető játékmestere, zenetörténész és Dalos László, Táncsics Mihály-díjas hírlapíró, zenei szövegíró, műfordító
- 2006 – Fodor Ákos költő, műfordító és Vidnyánszky Attila, a debreceni Csokonai Színház művészeti igazgatója
- 2005 – Baranyi Ferenc librettista, műfordító és Horváth Zoltán rendező
- 2004 – Szikora János, a Szolnoki Szigligeti Színház igazgatója és Zsótér Sándor rendező
- 2003 – Huszár Klára, nyugalmazott operarendező, zeneíró, műfordító és Romhányi Ágnes, a Magyar Állami Operaház dramaturgja
- 2002 – Kovalik Balázs rendező, érdemes művész és Moldován Domokos opera- és filmrendező, a Budapesti Kamaraopera művészeti vezetője
- 2001 – Demény Attila rendező, zeneszerző, karmester és Fodor Géza esztéta, kritikus, dramaturg